# Современное пятиборье на летних Олимпийских играх 1948
Соревнования по современному пятиборью на летних Олимпийских играх 1948 года проводились только в личном первенстве.

## Медалисты
| Дисциплина        | Золото              | Серебро        | Бронза             |
| Личное первенство | Вилльям Грут Швеция | Джордж Мур США | Йёста Ердин Швеция |